# It's Gonna Work Out Fine
A Fool in Love è un brano rock, pubblicato come singolo da Ike & Tina Turner nel 1961 per l'etichetta Sue Records.

## Descrizione
Il singolo, a cui collaborò anche il celebre duo vocale, Mickey & Sylvia, divenne uno dei più brani di maggior successo di Ike & Tina Turner, il primo dopo il loro singolo di debutto A Fool in Love.
Scritto dalla compositrice Rose Marie McCoy, il singolo raggiunse la seconda posizione della classifica statunitense R&B e divenne il loro primo singolo nella top 20 della Billboard Hot 100, dove raggiunse la posizione numero 14. Così come A Fool in Love, il singolo vendette oltre un milione di copie e fu certificato disco d'oro. Nello stesso anno ricevette anche una nomination ai Grammy Award nella categoria "Migliore performance rock di un duo o gruppo".
Nel 1993, la canzone è stata registrata nuovamente da Tina Turner, questa volta insieme all'attore Laurence Fishburne per la colonna sonora del film Tina - What's Love Got to Do with It, pellicola biografica sulla vita della Turner.